# Alexia Arthurs
Alexia Arthurs é uma escritora que cresceu tanto na Jamaica quanto nos Estados Unidos. Arthurs escreve sobre a variabilidade das experiências de identidade negra de imigrantes de países africanos, Jamaica e outros países das Índias Ocidentais, desde imigrantes recentes até aqueles trazidos durante a escravidão. O seus escritos incluem contos sobre comunidade, gerações, sereias, sexualidade e outros temas. Ela recebeu o Prémio Plimpton e um Prémio O. Henry.

## Vida
Arthurs formou-se na Iowa Writers' Workshop. Recebeu o Prémio Plimpton da Paris Review 2017. O seu primeiro livro, How To Love A Jamaican: Stories, foi publicado em 2018 e foi identificado pela Entertainment Weekly, Buzzfeed News, e Bitch Media como um dos melhores leituras do verão de 2018. Arthurs ensina na Iowa Writers' Workshop.

## Obras
- Arthurs, A. (2018). How to Love a Jamaican: Stories. [S.l.]: Random House Publishing Group. ISBN 978-1-5247-9921-2[11][12][13][14]